# Ghislain Doré
Ghislain [Gislenus, Guislain, Guillain] Doré [D’Oré] est un prêtre et compositeur originaire d’Arras, maître de chapelle de la cathédrale d’Arras dans le dernier quart du XVIIe siècle.

## Biographie

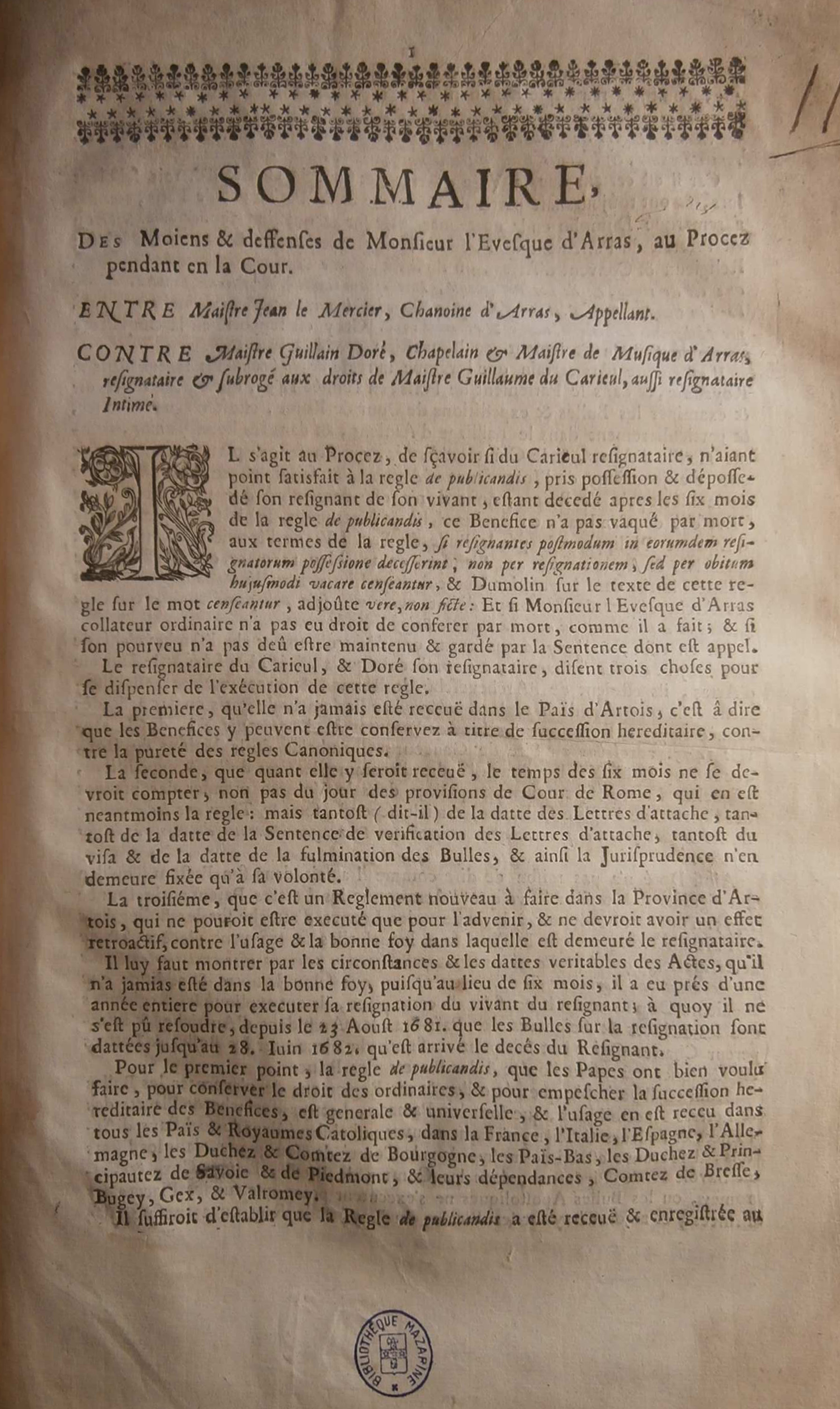
Première page du factum de ca. 1684 qui cite le musicien Ghislain Doré contre l'évêque d'Arras. Paris Bibl. Mazarine : 2°-7738-11.

Ce compositeur semble n’avoir fait l’objet d’aucune recherche biographique, de fait les renseignements rassemblés sur lui nécessitent encore d’être assurés par des sources d’archive.
Il est né à Arras, élevé à Louvain, nommé là-bas dans une chapelle de la cathédrale de Louvain, puis il repart à Arras.
À Arras, il occupe un poste de maître de chapelle à la cathédrale entre approximativement 1670 et 1700, tout en étant prêtre et chapelain de cette église.
Il est cité dans plusieurs sources à procès d’un procès tenu avec Louis Le Bel, aussi chapelain de la cathédrale, contre Guy de Sève de Rochechouart, évêque d’Arras.

## Œuvres

### Œuvres identifiées

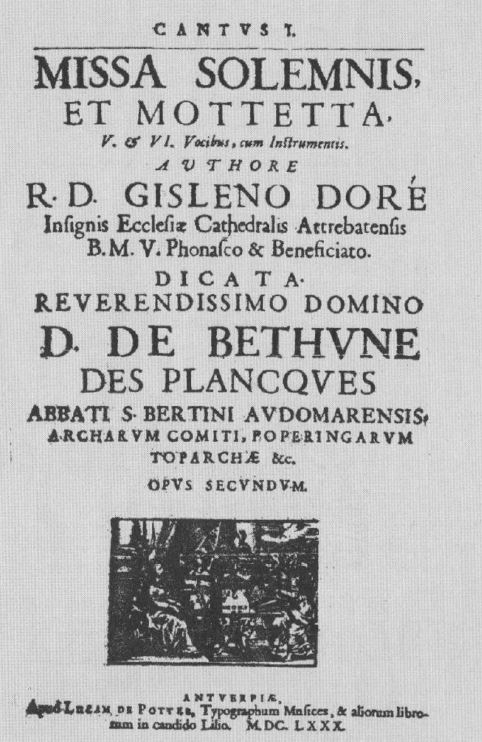
Page de titre de la Missa solemnis de G. Doré, 1680 (Utrecht IM).

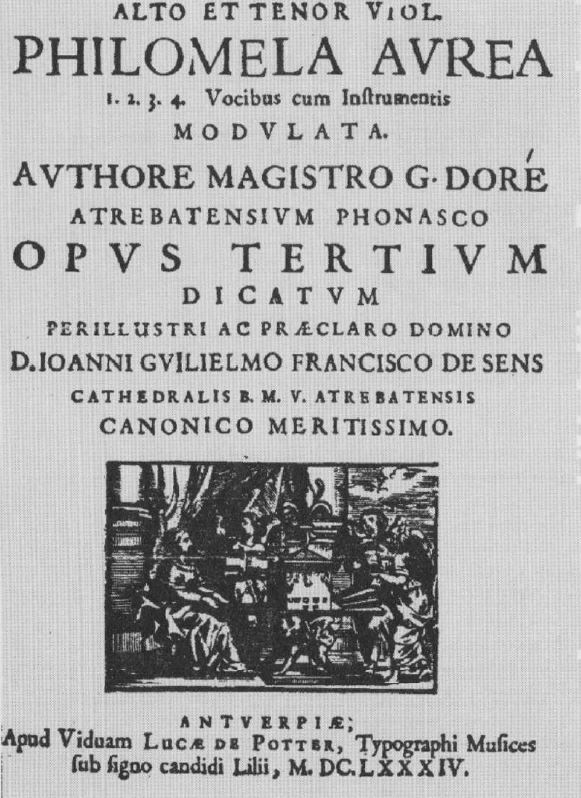
Page de titre de la Philomela aurea de G. Doré, 1684 (Utrecht IM).

Les œuvres de Doré sont rares et souvent perdues ; elles sont essentiellement imprimées à Anvers. Elles sont toutes sacrées et souvent accompagnées d’instruments. On peut noter qu’à plusieurs reprises le titre qu’il donne à ses œuvres fait référence à son nom (doré = aurea, aureum, auratum...).
- Moteta et psalmi a III. IV. vocibus cum instrumentis [vl1, vl2, basson, bc]. [Op. 1 ?]. - Anvers : héritiers de Pierre Phalèse, 1673. RISM D 3428.
- Missa solemnis et mottetta V. & VI vocibus cum instrumenti... opus secundum. - Anvers : Lucas de Potter, 1680. RISM D 3429, Spiessens 1995 n° 11.
- Philomela aurea 1. 2. 3. 4. vocibus cum instrumentis modulata [vl1, vl2, vla, vlc, bc], opus tertium. - Anvers : Veuve Lucas de Potter, 1681. RISM D 3430 et DD 3430, Spiessens 1995 n° 17.
- Hymnus, Te Deum laudamus, pro pace orbi christiano reddita Ludovicomagno... decantatus decimo octavo kal. januarii M.DC.XCVII. - Anvers : Hendrik III Aertssens, 1698. 17 parties. RISM D 3431, Spiessens 2004 n° 24.

Œuvre à quatre chœurs, composée pour fêter la paix de Ryswick (1697), dont un exemplaire fut offert par Doré au chapitre de l’église Saint-Martin d’Ypres (voir Straeten 1872 p. 285).
- Messe de Requiem à 9 voix avec la basse-continuë sans instrumens. - Édition perdue, signalée dans Cat. Ballard 1697.
- Missa In vestitu de aurato à 10 voix & une Basse-continuë. - Édition perdue, signalée dans Cat. Ballard 1697.
- Velleus Aureum à 1. 2. 3. 4. voix & 4. Instrumens. Op. 6. - Édition perdue, signalée dans Cat. Ballard 1697, aussi signalée dans Goovaerts 1877 p. 441.
- Psaltes Auratus à trois voix & quatre Instrumens. - Édition perdue, signalée dans Cat. Ballard 1697.

### Diffusion
Les œuvres de Doré semblent avoir été bien diffusées dans les Anciens Pays-Bas, comme en témoigne un certain nombre de mentions dans les inventaires suivants :
- Huit livres dans l’inventaire de l’église d’Audenarde fait en 1734, cité dans Van der Straeten 1867, p. 212.
- Trois œuvres citées dans l’inventaire de la confraternité Sainte-Cécile de Hasselt en 1721, cité dans Muziek ! Het College van Sint-Cecilia te Hasselt, 1670-ca.1830.
- Des œuvres citées dans les inventaires de musiques de la Collégiale Notre-Dame de Huy au début du 18e siècle (voir Quitin 1980).